# Adelotypa borsippa
Adelotypa borsippa is een vlindersoort uit de familie van de prachtvlinders (Riodinidae), onderfamilie Riodininae.
Adelotypa borsippa werd in 1863 beschreven door Hewitson.